# Проти забуття
«Проти забуття» («Contre l'oubli») — французький фільм 1991 року, знятий 30 режисерами в рамках заходу організації «Amnesty International».

## Сюжет
Спільна робота 30-ти французьких режисерів, включаючи Алена Рене та Жана Люка Годара, які за допомогою фільму висловлюють прохання від імені політичного в'язня Томаса Уонггая, який через нестерпні умови помер у в'язниці.

## У ролях
- Пол Амар — роль самого себе
- Робер Бадінтер — роль самого себе
- Гай Бедос — роль самого себе
- Джейн Біркін — роль самого себе
- Кароль Буке — роль самого себе
- Еммануель Беар — роль самого себе
- Анрі Картьє-Брессон — роль самого себе
- Клод Чейссон — роль самого себе
- Катрін Денев — роль самого себе
- Алекс Декас — роль самого себе
- Анні Дюпері — роль самого себе
- Мартін Франке — роль самого себе
- Самі Фрей — роль самого себе
- Шарлотта Генсбур — роль самого себе
- Анук Грінберг — роль самого себе
- Анрі Грус — роль самого себе
- Жак Хігелен — роль самого себе
- Ізабель Юппер — роль самого себе
- Франсуа Жакоб — роль самого себе
- Бруно Масуре — роль самого себе
- Александр Мінковскі — роль самого себе
- Едгар Морен — роль самого себе
- Юссу Н'Дур — роль самого себе
- Філіпп Нуаре — роль самого себе
- Майкл Пікколі — роль самого себе
- Губерт Рівз — роль самого себе
- Андре Русле — роль самого себе
- Sai Sai — роль самого себе
- MC Solaar — роль самого себе
- Ален Сушон — роль самого себе
- Бернар Стазі — роль самого себе
- Харун Тазієфф — роль самого себе
- Жеральд Томасен — роль самого себе
- Марі Трінтіньян — роль самого себе

## Знімальна група
- Режисери — Шанталь Акерман, Рене Альо, Деніс Амар, Патріс Шеро, Філіп Муїл, Джейн Біркін, Бертран Бліє, Жан-Мішель Карре, Ален Корно, Коста-Гаврас, Клер Дені, Раймон Депардон, Жак Дере, Мартін Франк, Мішель Девіль, Жер Фро-Кута, Жак Дуайон, Бернар Жіродо, Франсіс Жиро, Жан-Люк Годар, Ромен Гупіль, Жан-Лу Юбер, Патріс Леконт, Анн-Марі М'євіль, Сара Мун, Мішель Пікколі, Ален Рене, Колін Серро, Бертран Таверньє, Надін Трентіньян
- Оператор — Філіпп Муїл
- Продюсер — Рафі Піттс